# Danjong
Danjong (né le 23 juillet 1441 et mort le 24 décembre 1457) est le sixième roi de la Corée en période Joseon. Il a régné du 14 mai 1452 au 11 juin 1455.